# Alberto Jarabo Vicente
Alberto Jarabo Vicente (Madrid, 11 de març de 1975) és un polític madrileny, diputat al Parlament de les Illes Balears en la IX legislatura.
És llicenciat en Ciències de la Imatge per la Universitat Complutense de Madrid. Va començar a treballar a Tele K, la televisió local de Vallecas. Resideix a Mallorca des de 2001, on treballa com a director de documentals de temàtica social i ha fet treballs per a IB3 i Televisió de Mallorca. Un d'ells, Els monstres de ca meva, va rebre el premi al Millor Documental sobre Drets Humans a Nova York en 2011. En 2014 un altre documental, dirigit per Javier González Bordas i Pedro de Echave, Muerte accidental de un inmigrante, va guanyar la desena edició del festival Extrema’Doc.
El desembre de 2014 fou escollit secretari general de Podem a les Illes Balears. Fou escollit en primàries com a cap de llista de Podem a les Illes Balears i ha estat elegit diputat a les eleccions al Parlament de les Illes Balears de 2015. És secretari de les comissions d'economia i de turisme del Parlament Balear.

## Obres
- Els monstres de ca meva Arxivat 2015-02-19 a Wayback Machine. (2011), sobre la desprotecció i el maltractament infantil